# Brandsbøl
Brandsbøl (tysk: Brandsbüll) er en lille landsby syd for Havnbjerg på Nordals. Stedbetegnelsen Brandsbøl stammer fra Vikingetiden, men oldtidsfund viser, at området har været beboet siden stenalderen. 
|  | Denne artikel om lokaliteten Brandsbøl kan blive bedre, hvis der indsættes et (bedre) billede. Du kan hjælpe ved at afsøge Wikimedia Commons for et passende billede eller lægge et op på Wikimedia Commons med en af de tilladte licenser og indsætte det i artiklen. |

55°01′30″N 9°47′22″Ø / 55.025°N 9.7894369°Ø